# Francuskie Siły Zbrojne
Francuskie Siły Zbrojne (fr. Forces armées françaises) – francuskie siły zbrojne, w skład których wchodzą wszystkie formacje militarne, żandarmeria oraz inne jednostki podległe wspólnemu kierownictwu. Od 2001 całkowicie zawodowe. Według rankingu Global Firepower (2023) francuskie siły zbrojne stanowią dziewiątą siłę militarną na świecie, z rocznym budżetem na cele obronne w wysokości prawie 46 mld dolarów (USD).
Zwierzchnikiem sił zbrojnych jest Prezydent Republiki Francuskiej. Forces armées françaises składają się z żołnierzy zawodowych i personelu cywilnego.

## Skład
- Francuskie Wojska Lądowe (Armée de terre), w tym:
  - Francuskie siły specjalne(inne języki) (Forces spéciales terre)
  - Legia Cudzoziemska (Légion étrangère)
- Francuska Marynarka Wojenna (Marine nationale), w tym:
  - Francuska piechota morska(inne języki) (Fusiliers marins)
  - Strategiczne Siły Oceaniczne(inne języki) (nuklearne) (Force océanique stratégique)
  - Francuskie lotnictwo morskie(inne języki) (Aéronavale)
- Francuskie Siły Powietrzne i Kosmiczne (Armée de l'air et de l'espace)[4][5][6], w tym:
  - Dowództwo kosmiczne(inne języki) (Commandement de l'Espace)[7]
  - Francuskie Strategiczne Siły Powietrzne(inne języki) (nuklearne) (Forces Aériennes Stratégiques)
- Francuska Żandarmeria Narodowa (Gendarmerie nationale)
- Gwardia Narodowa (Garde nationale)[8][9].

Ponadto w łańcuch wsparcia militarnego zaliczają się także służby pomocnicze i instytucje powiązane, w tym m.in.:
- połączone centrum pojęć, doktryn i eksperymentów (fr. centre interarmées de concepts, de doctrines et d’expérimentations, cicde),
- połączone centrum działań na rzecz środowiska (fr. centre interarmées des actions sur l’environnement, ciae),
- narodowe centrum sportów obronnych (fr. le centre national des sports de la défense, cnsd),
- dyrekcja wojskowego szkolnictwa wyższego (fr. la direction de l’enseignement militairesupérieur),
- połączone siły i sztab szkoleniowy (fr. l’état-major interarmées de force et d'entraînement),
- połączony instytut geograficzny (fr. l’établissement géographique interarmées),
- inspektorat sił zbrojnych (fr. l’inspection des armées),
- połączona służba ds. amunicji (fr. le service interarmées des munitions),
- dyrekcja wywiadu i bezpieczeństwa sił zbrojnych (fr. la Direction du renseignement et de la sécurité de la défense, DRSD),
- dyrekcja wywiadu wojskowego (fr. la direction du renseignement militaire, drm),
- dowództwo programów wspólnych i cyberbezpieczeństwa (fr. le commandement des programmes interarmées et de cybersécurité),
- centrum analiz w walce i informatyce obronnej (fr. le centre d’analyse en lutte informatique défensive)[11].

## Zadania
Forces armées françaises służą obronie Francji oraz realizacji jej interesów poza granicami. Zaangażowane są w operacje wojskowe, operacje wojenne, operacje pokojowe pod zwierzchnictwem ONZ, NATO, bądź też samodzielnie.

## Dowodzenie
Najwyższym zwierzchnikiem Forces armées françaises jest Prezydent RF, (Président de la République Française)
Kierownictwo SZ RF sprawuje Minister ds. Sił Zbrojnych Francji (Ministre des Armées)
Dowodzeniem wojskowym zajmuje się Szef Sztabu Generalnego Sił Zbrojnych, (Chef d'état-major des armées)

## Uzbrojenie i wyposażenie
Źródło:

### Okręty

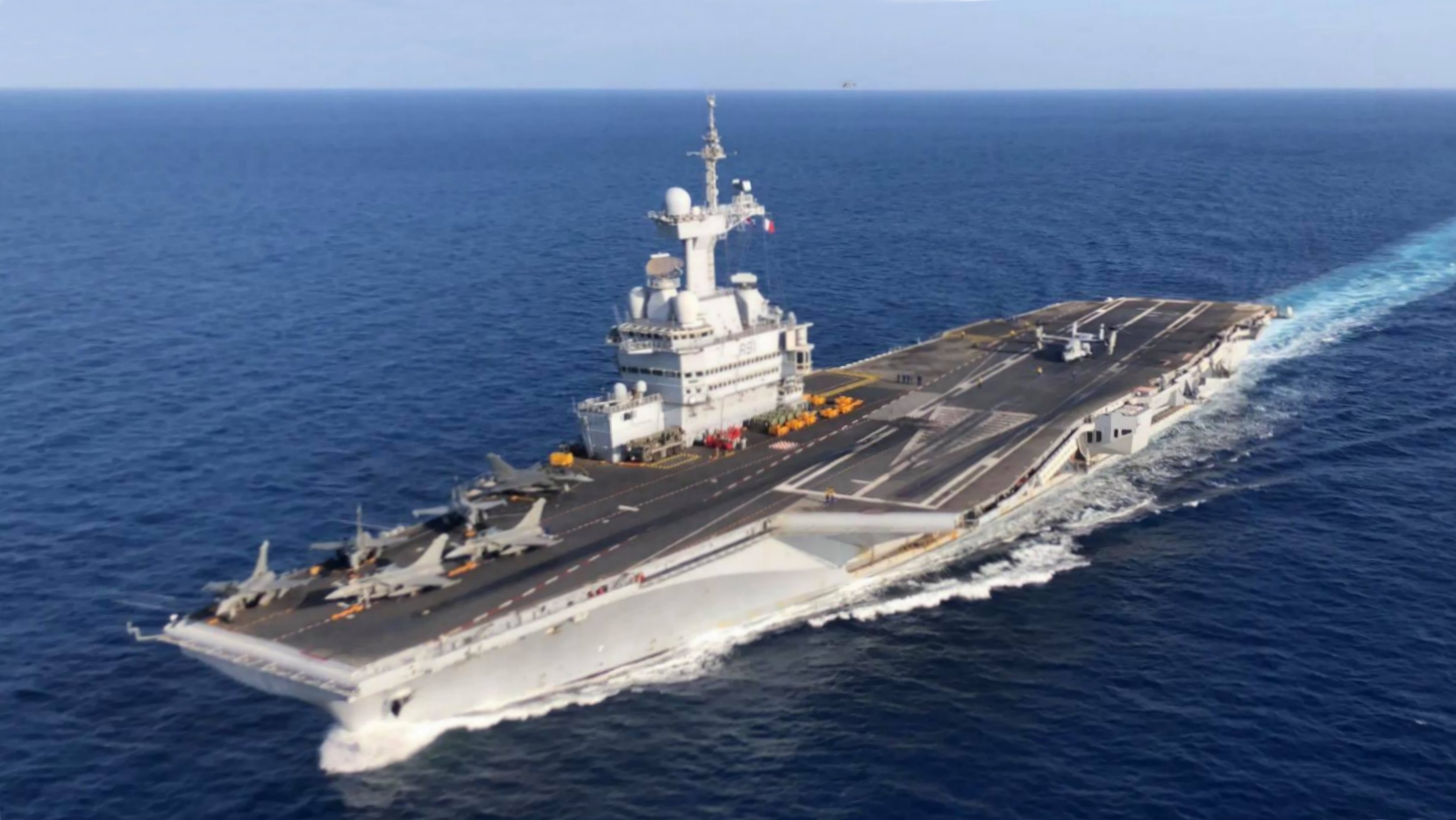
Lotniskowiec Charles de Gaulle

- 1 lotniskowiec "Charles de Gaulle"
- 3 okręty desantowo-śmigłowcowe Mistral
- 21 niszczycieli rakietowych i fregat rakietowych
  - 2 Horizon
  - 8 FREMM
  - 5 La Fayette
  - 6 Floréal
  - 1 FDI(inne języki)
- 4 atomowe okręty podwodne z rakietami balistycznymi Le Triomphant
- 4 atomowe okręty podwodne myśliwskie Rubis
- 2 atomowe okręty podwodne myśliwskie Barracuda

### Samoloty
Bojowe
- 100 Dassault Rafale B/C
- 40 Dassault Rafale M[13][14]
- 92 Dassault Mirage 2000

Rozpoznawcze
- 17 Dassault Mirage F1
- 4 Boeing E-3 Sentry
- 2 Transall C-160
- 22 Breguet Atlantic
- 3 Grumman E-2 Hawkeye
- 4 Dassault Falcon 50
- 5 Dassault Falcon 200

Szkoleniowe
- 6 Dassault Mirage 2000
- 3 Dassault Mirage F1
- 77 Alpha Jet
- 23 Embraer 121 Xingu
- 46 Socata TB-30 Epsilon
- 7 Grob G-120A
- 17 SAN Jodel D.140 Mousquetaire
- 7 Mudry CAP 10
- 3 Mudry CAP 231

Transportowe
- 14 Boeing KC-135 Stratotanker
- 18 Airbus A400M
- 14 Lockheed C-130 Hercules
- 48 Transall C-160
- 20 CASA CN-235

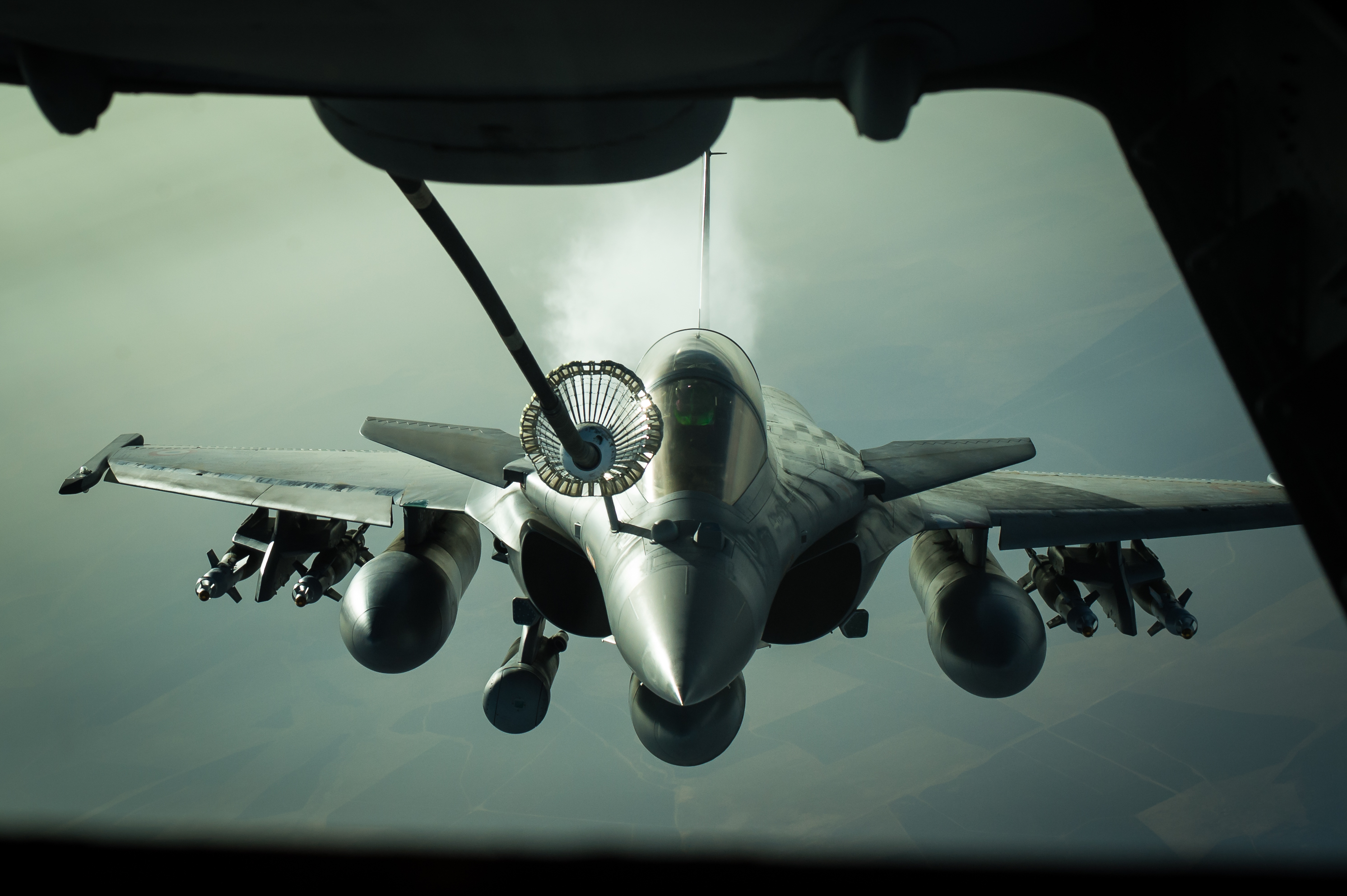
Samolot bojowy Dassault Rafale

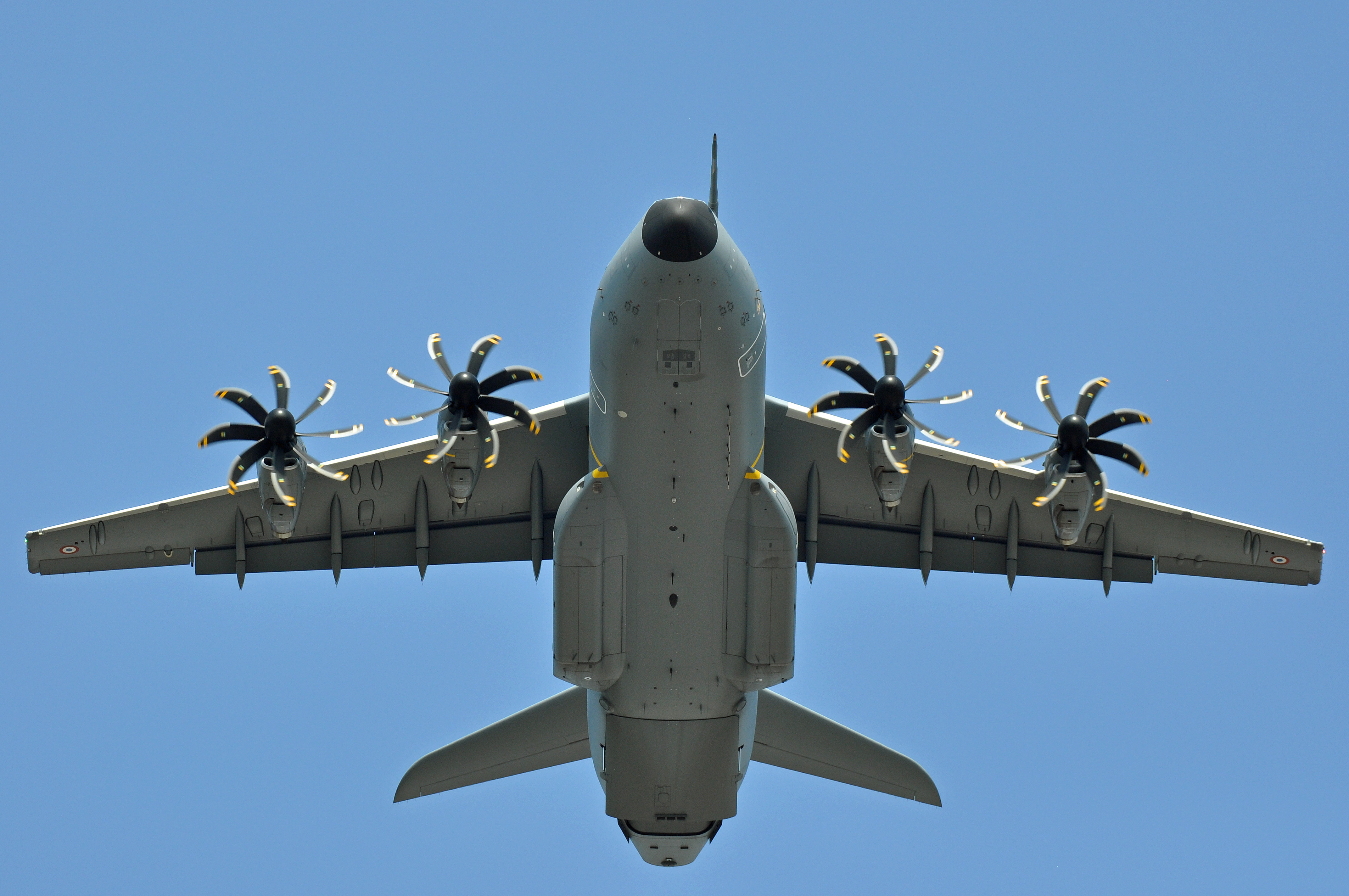
Samolot transportowy Airbus A400M

- 4 de Havilland Canada DHC-6 Twin Otter
- 2 Airbus A310
- 2 Airbus A340
- 1 Airbus A330
- 2 Dassault Falcon 900
- 2 Dassault Falcon 50
- 2 Dassault Falcon 7X
- 27 Socata TBM-700
- 5 Pilatus PC-6

### Śmigłowce

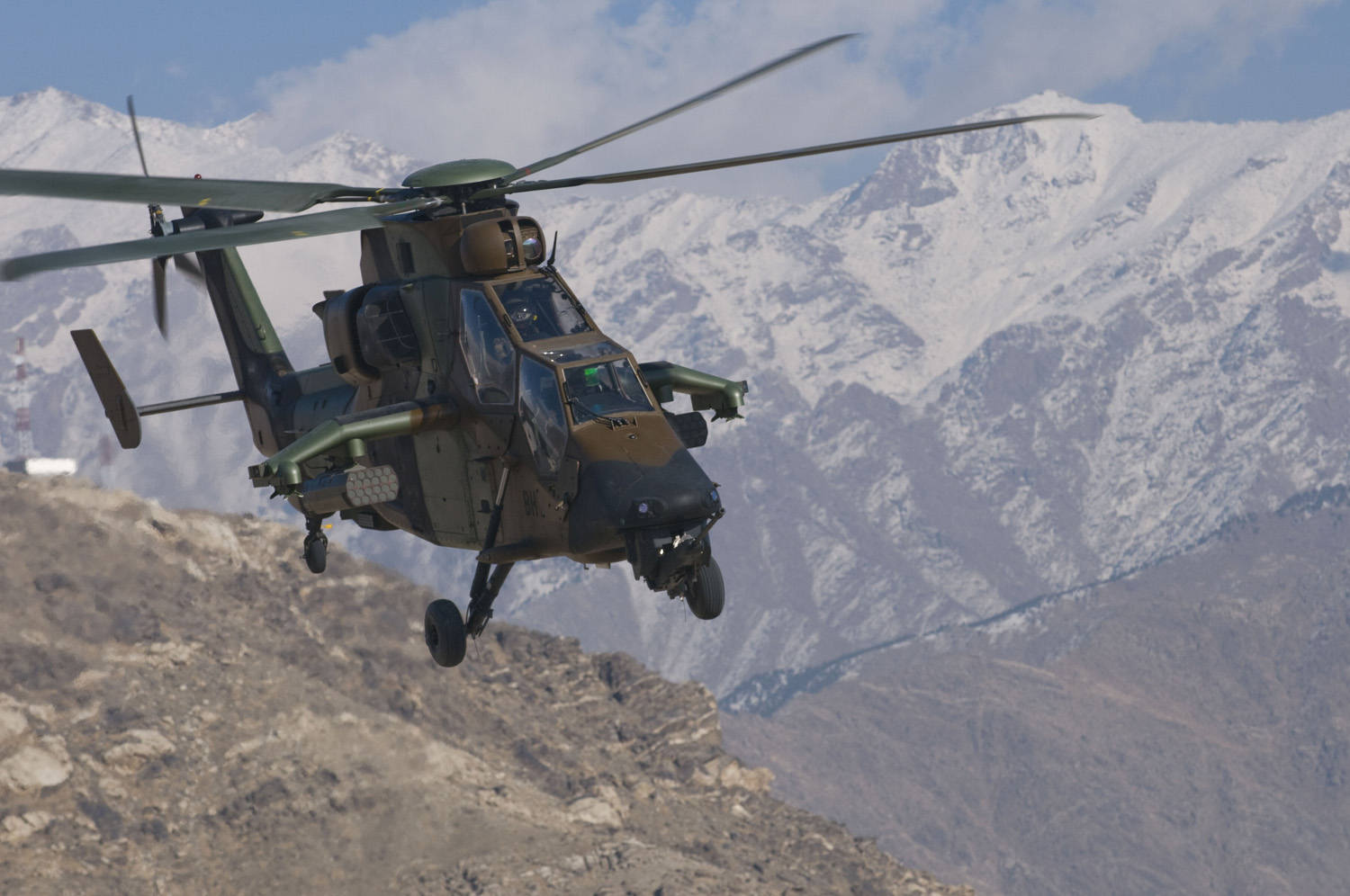
Śmigłowiec bojowy Eurocopter Tiger

- 25 Aérospatiale Alouette III
- 153 Aérospatiale Gazelle
- 119 Aérospatiale Puma
- 26 Eurocopter Cougar
- 14 Eurocopter Caracal
- 6 NHI NH90
- 3 Aérospatiale Super Puma
- 41 Fennec
- 36 Eurocopter Tigre
- 22 Westland Lynx
- 16 Eurocopter Panther
- 10 Eurocopter Dauphin
- 2 Eurocopter EC225

### Pojazdy
Samochody
- Peugeot P4
- Renault TRM 2000
- Renault TRM 10000
- ACMAT
- Renault GBC 180

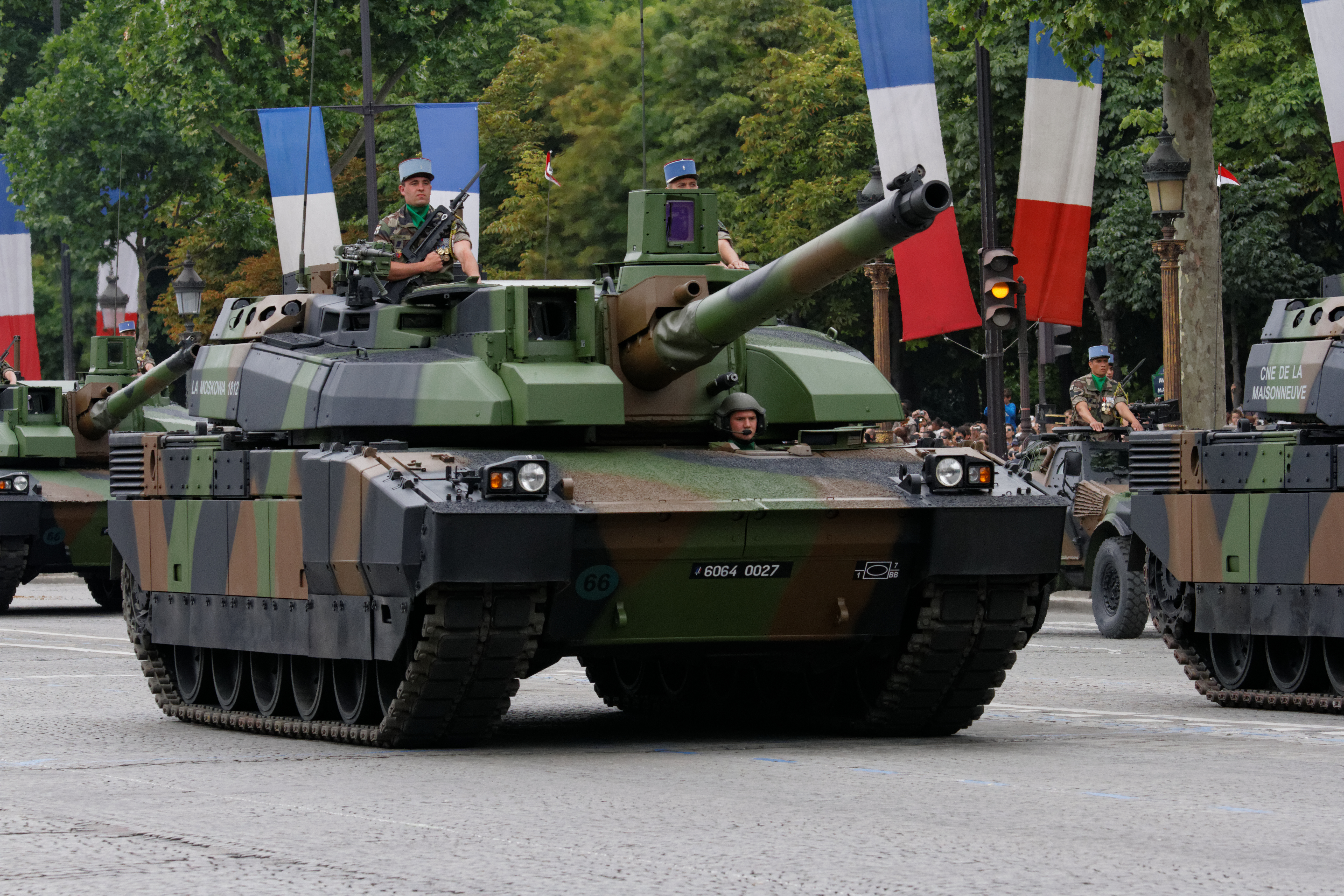
Czołg Leclerc

- EFA (Engin de franchissement de l'avant)
- PVP (Petit Véhicule Protégé)
- 160 ERC 90 Sagaie

Transportery
- 3585 VAB
- 1610 VBL
- 331 AMX-10P
- 256 AMX-10RC
- 272 VBCI

Czołgi
- 58 AMX-30
- 254 Leclerc

### Artyleria
- 159 AMX Au F1, TRF1, "Caesar" 155 mm
- 192 RTF1 120 mm
- 39 VOA AMX 10

### Broń strzelecka

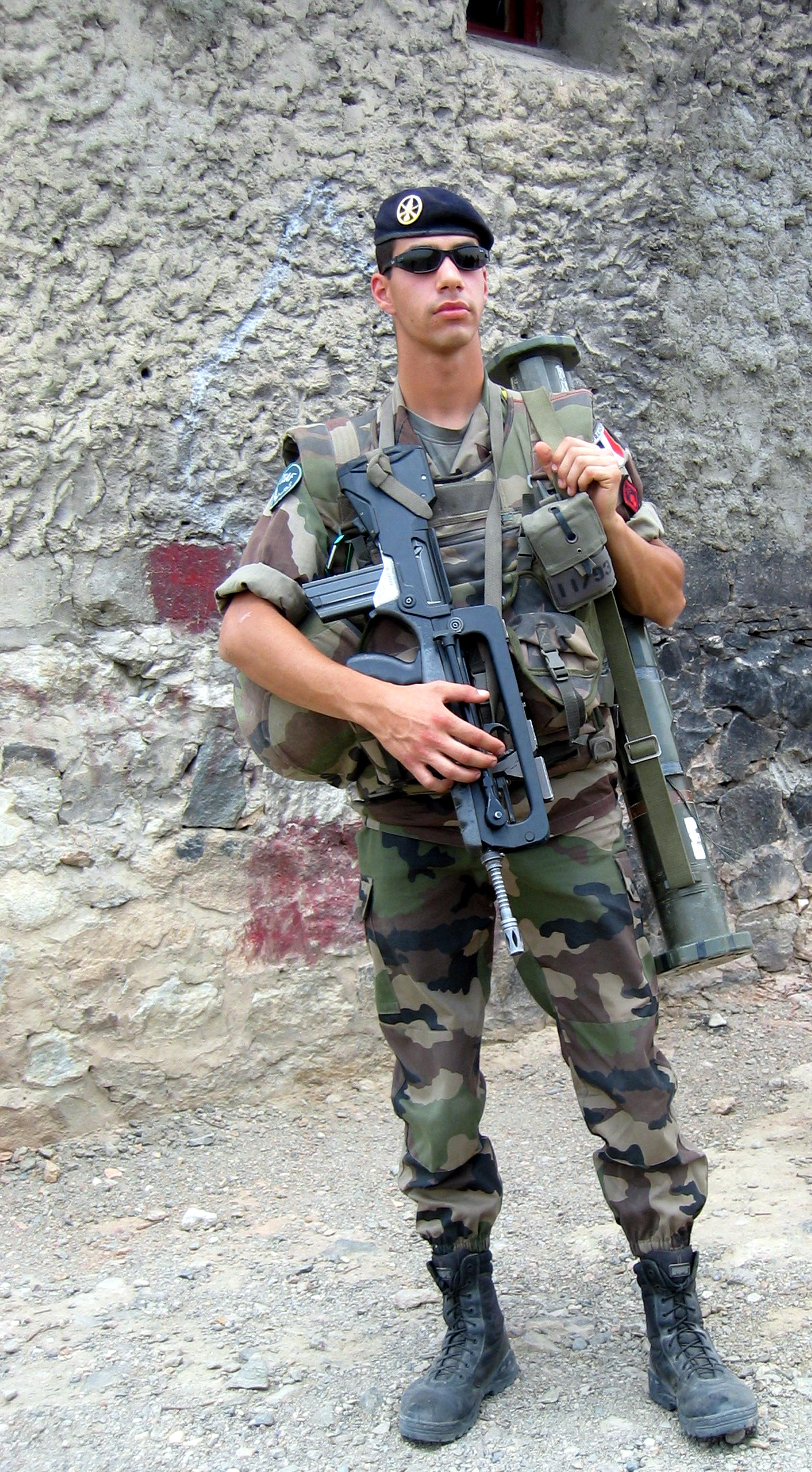
Karabin FAMAS w wyposażeniu francuskiego żołnierza 35. pułku piechoty pancernej podczas rozmieszczenia w Kabulu w Afganistanie

- SIG P220
- FAMAS
- M2
- M4
- M16
- HK416
- C7
- FN Minimi
- PAMAS G1
- SIG SG 550
- FR F2
- PGM 338
- Karabin PGM Hécate II
- HK USP
- MP5
- AAT M52
- MP7A1
- Glock 17
- AT-4
- FR F1
- APILAS

### Pociski rakietowe
- Milan
- Eryx
- HOT
- Javelin

## Galeria

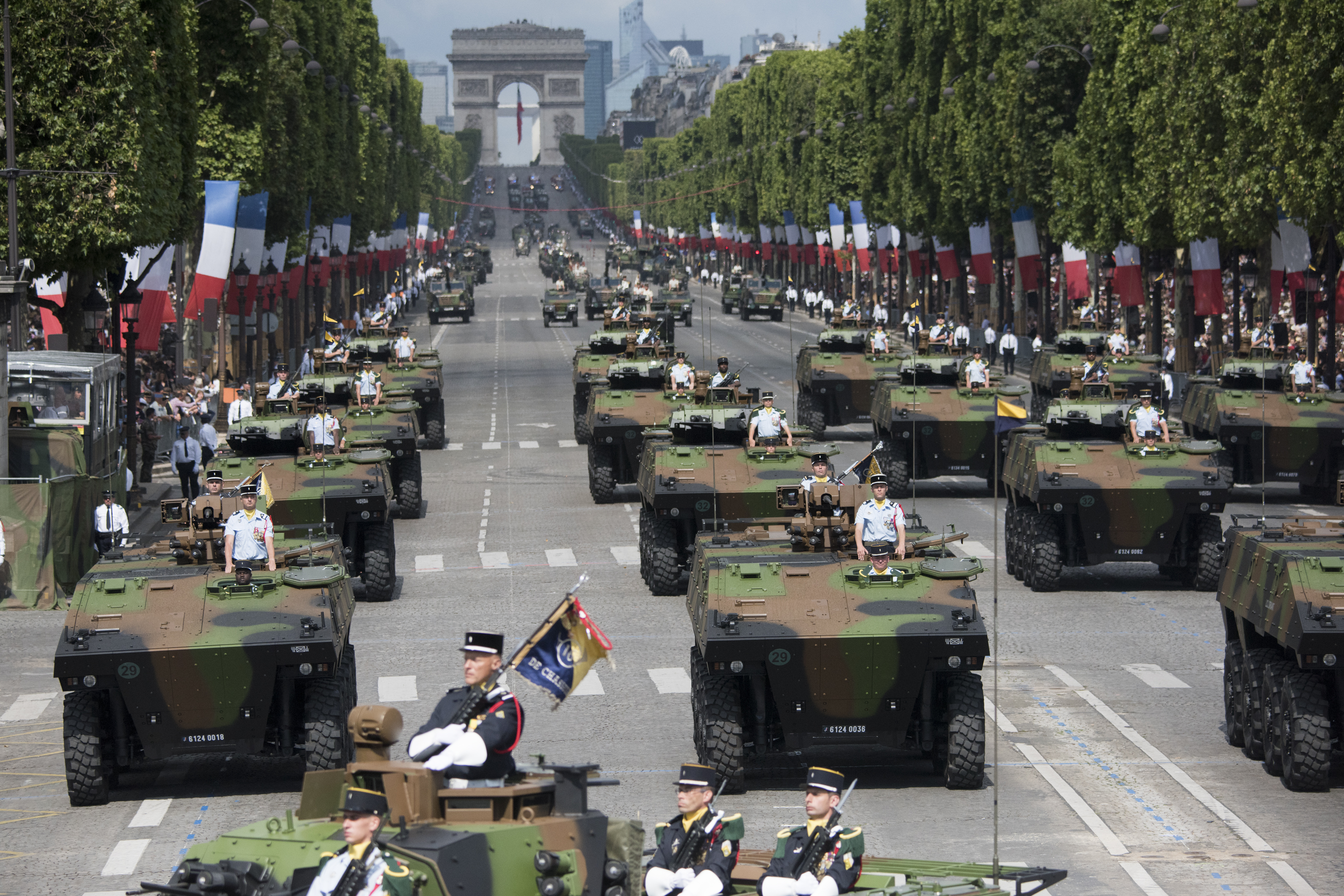
Parada wojskowa podczas święta narodowego, 2017 r.
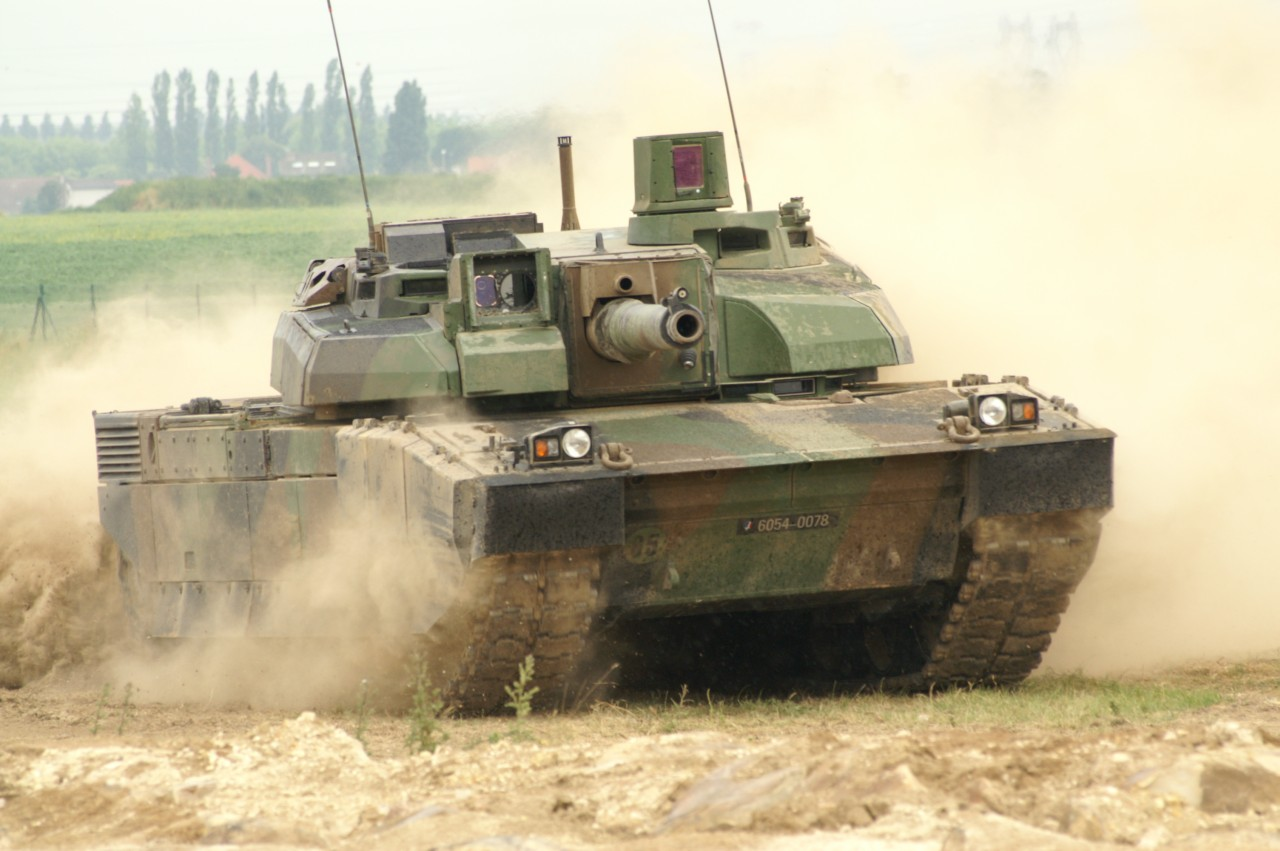
Czołg Leclerc podczas manewrów
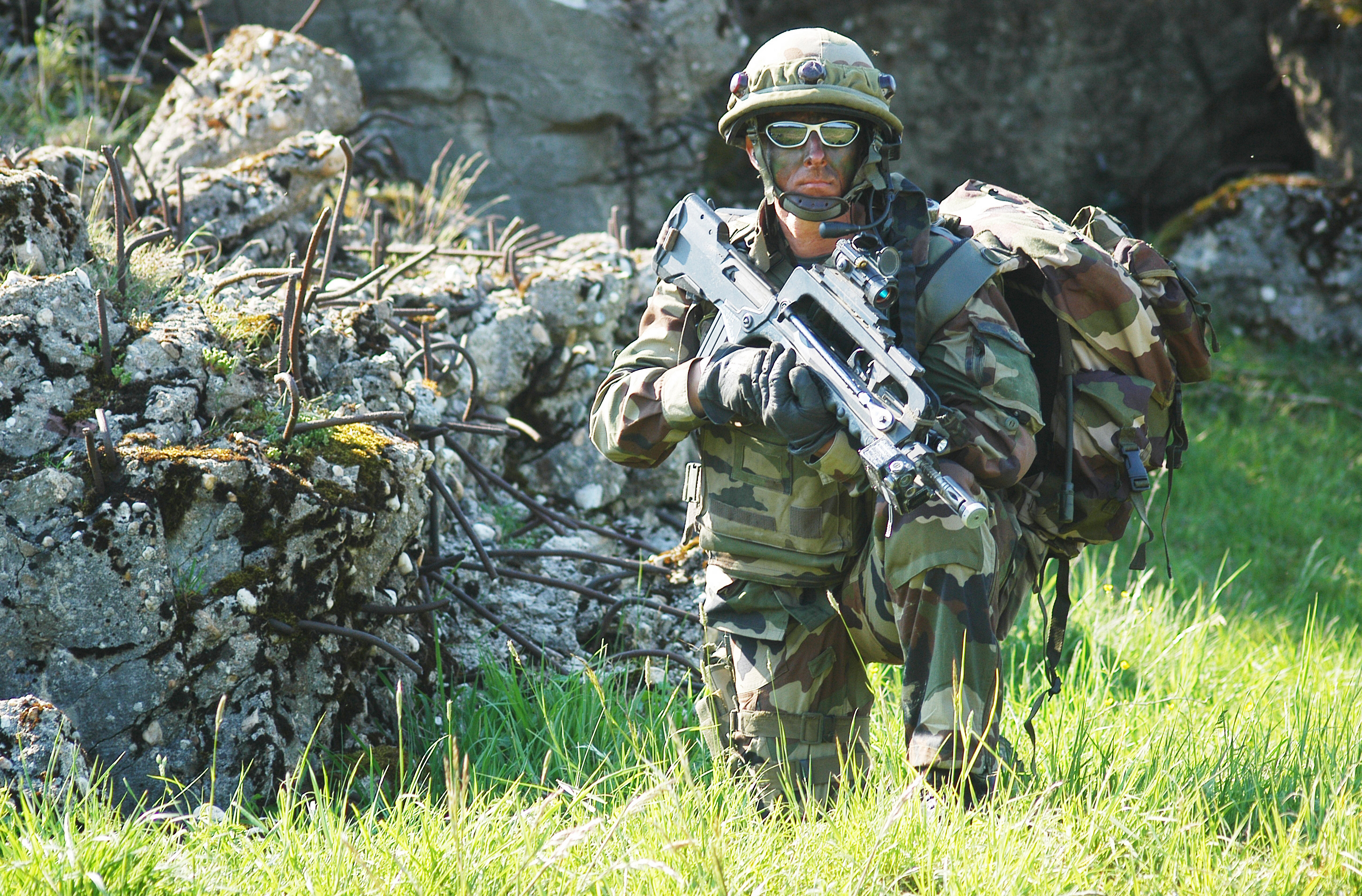
Francuski żołnierz z karabinem szturmowym FAMAS
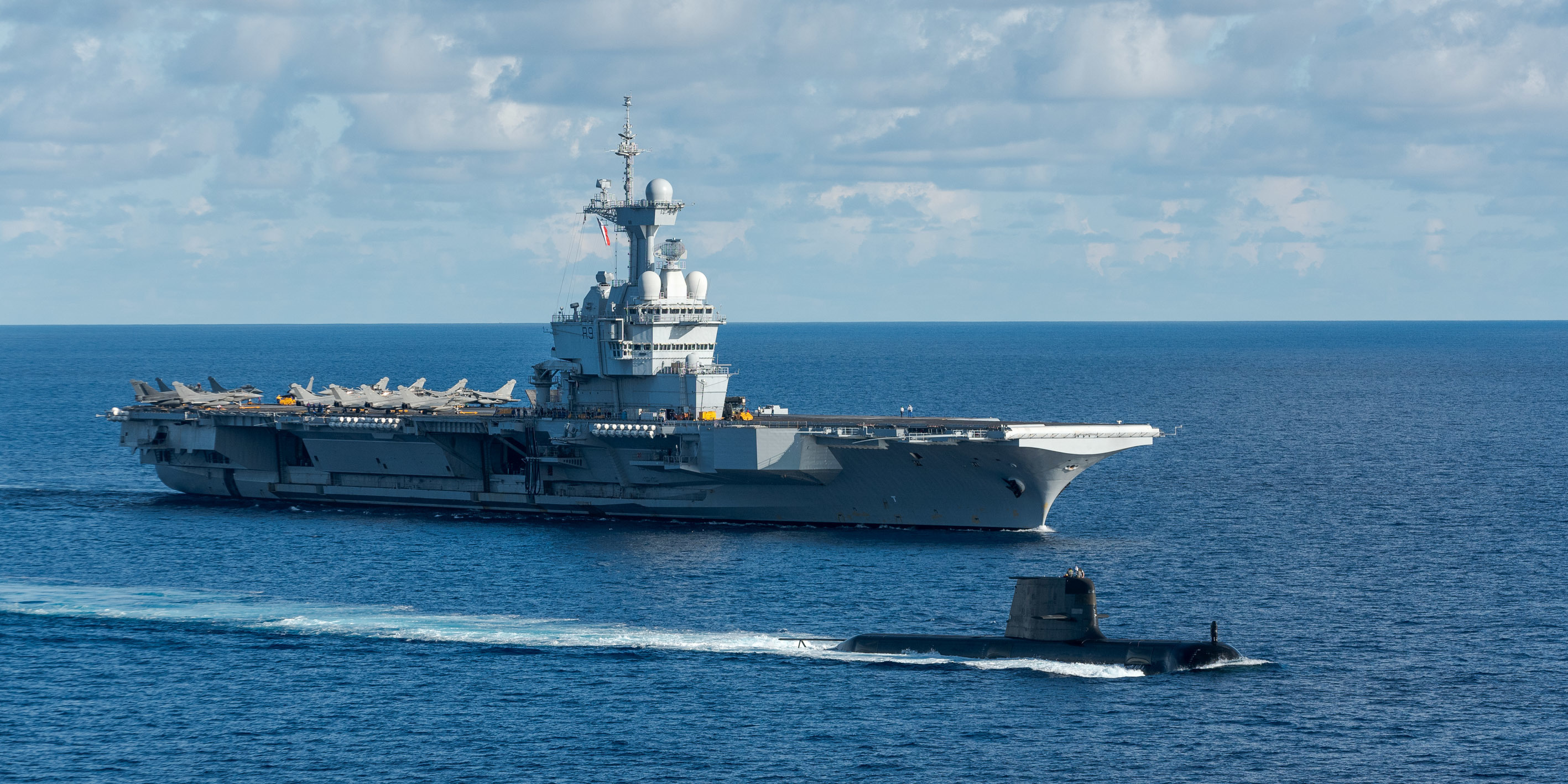
Lotniskowiec Charles de Gaulle
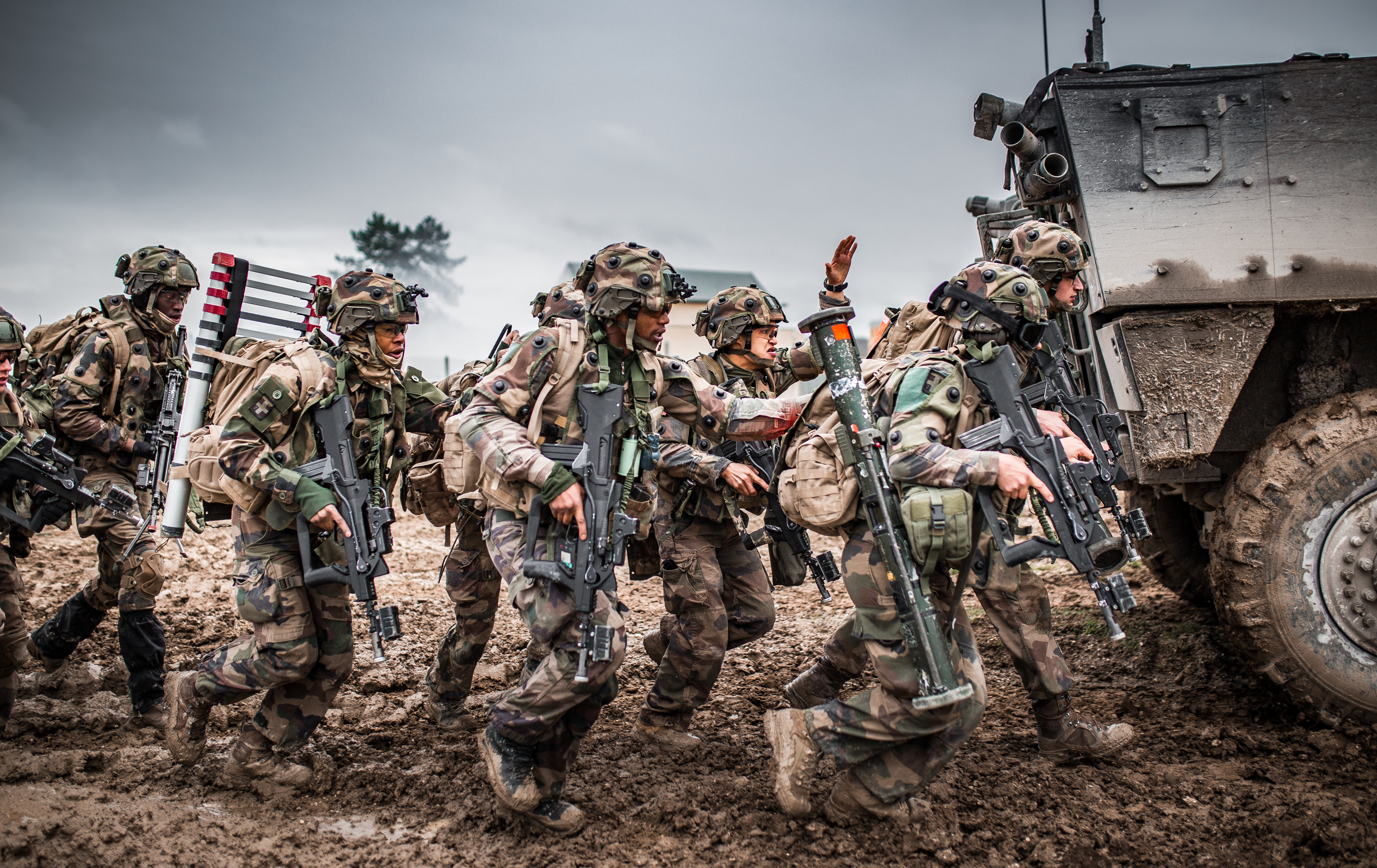
Żołnierze w formacji za wozem bojowym VBCI
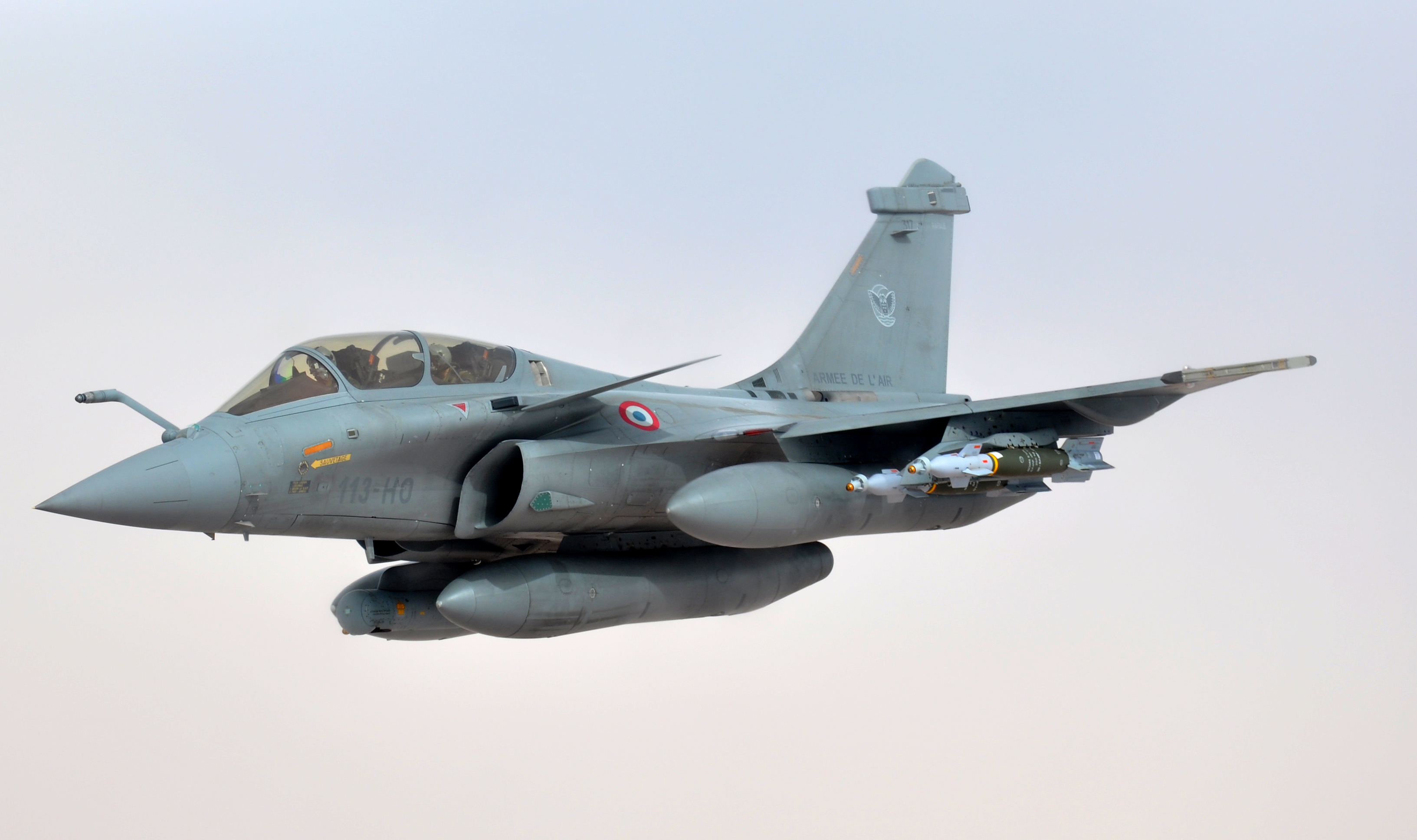
Samolot bojowy Dassault Rafale
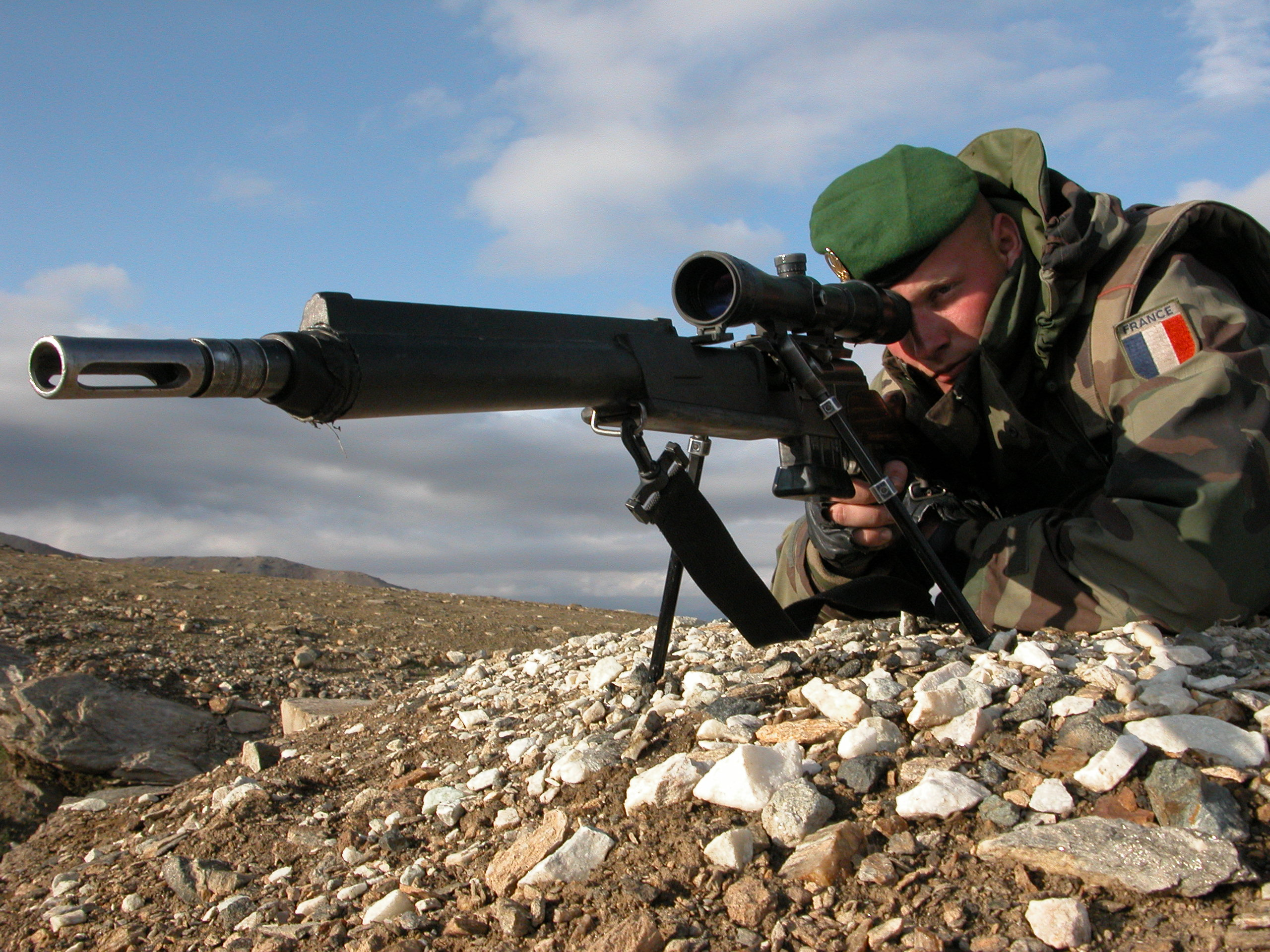
Francuski żołnierz z karabinem wyborowym FR F2
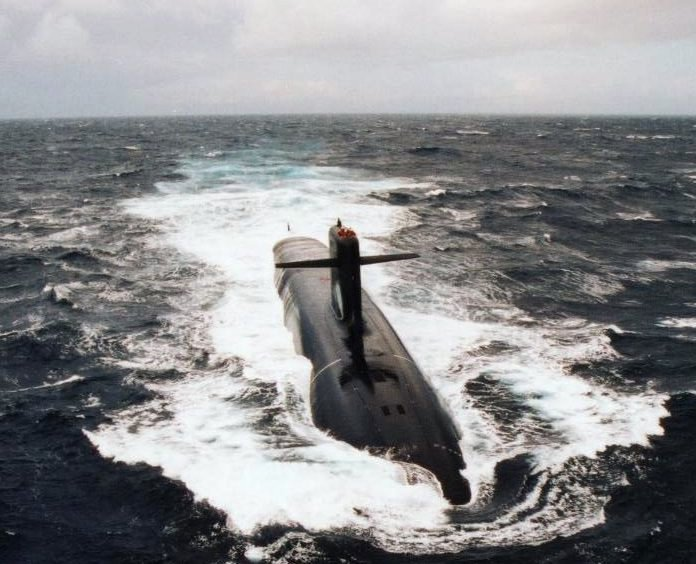
Okręt podwodny typu Le Triomphant
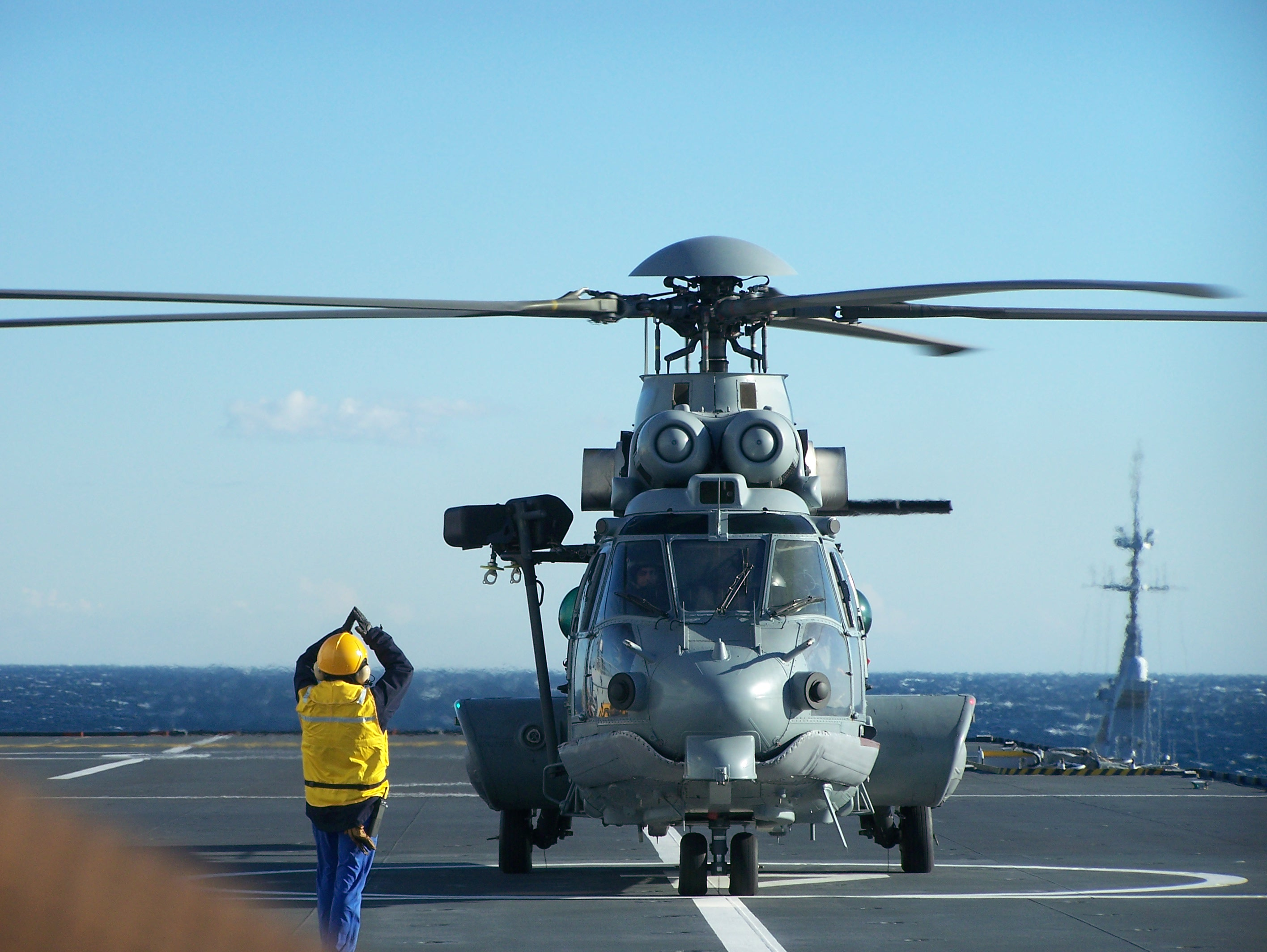
Śmigłowiec transportowy Eurocopter Caracal
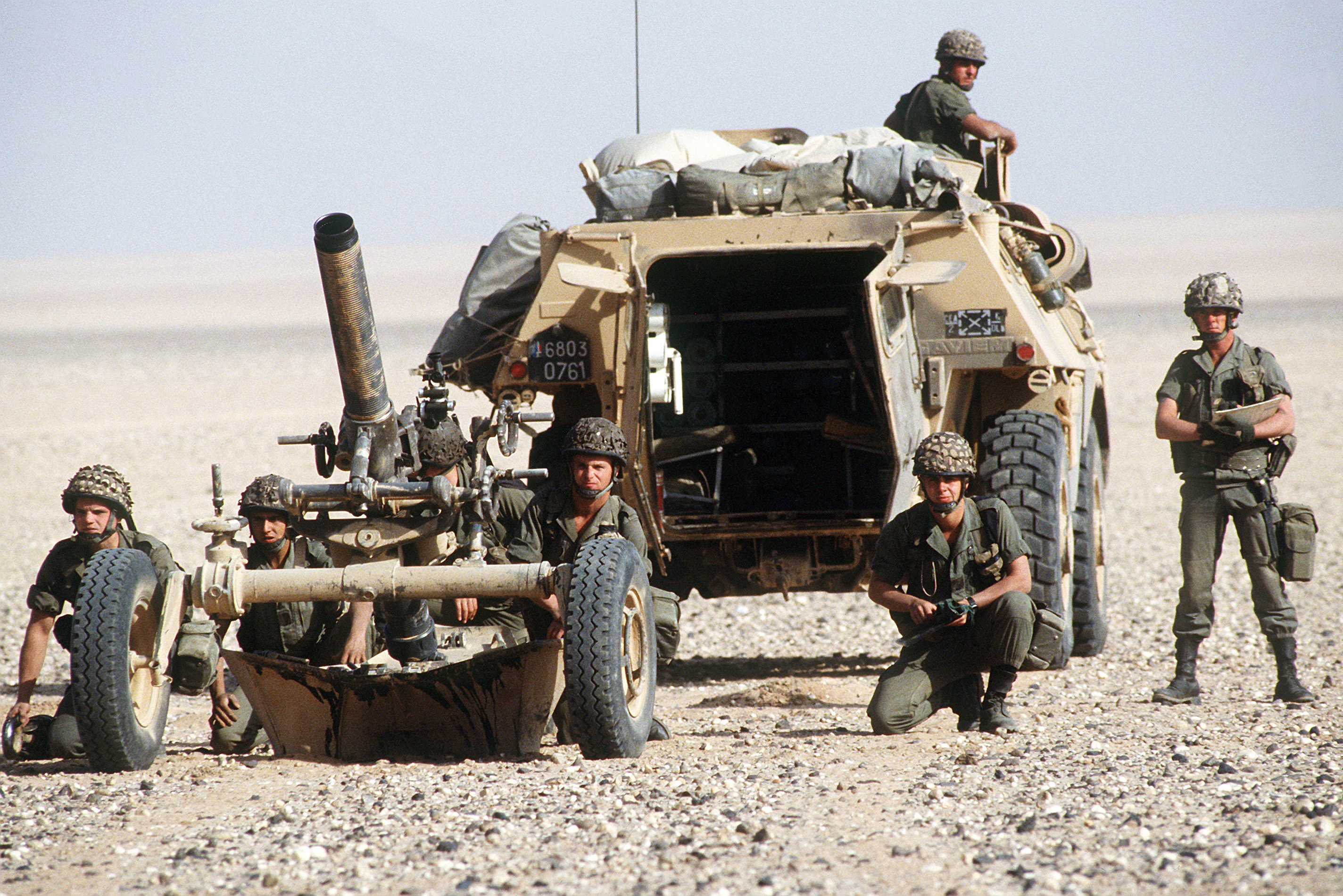
Moździerz MO-120-RT-61
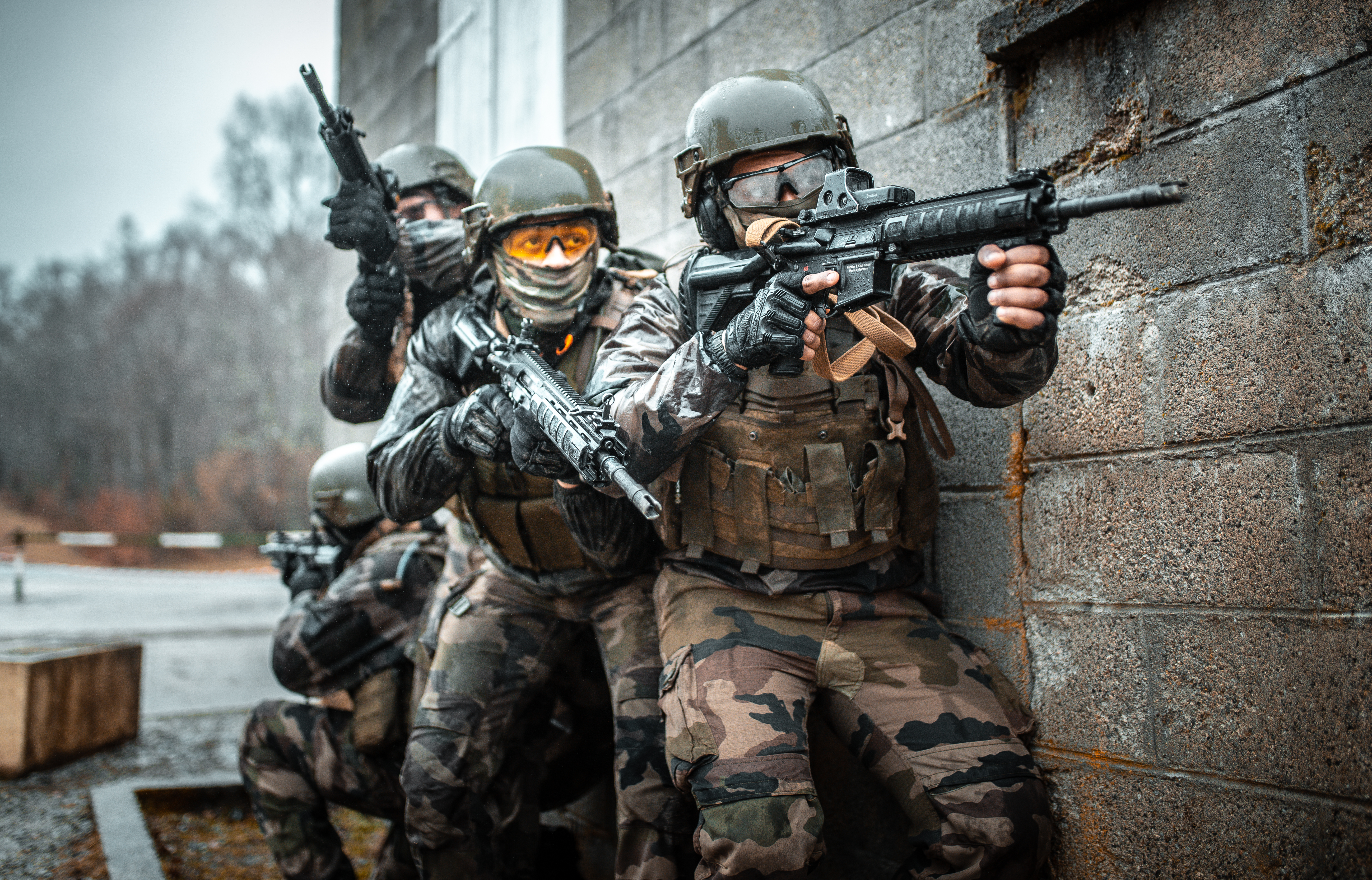
Żołnierze 35. pułku piechoty podczas ćwiczeń wojskowych
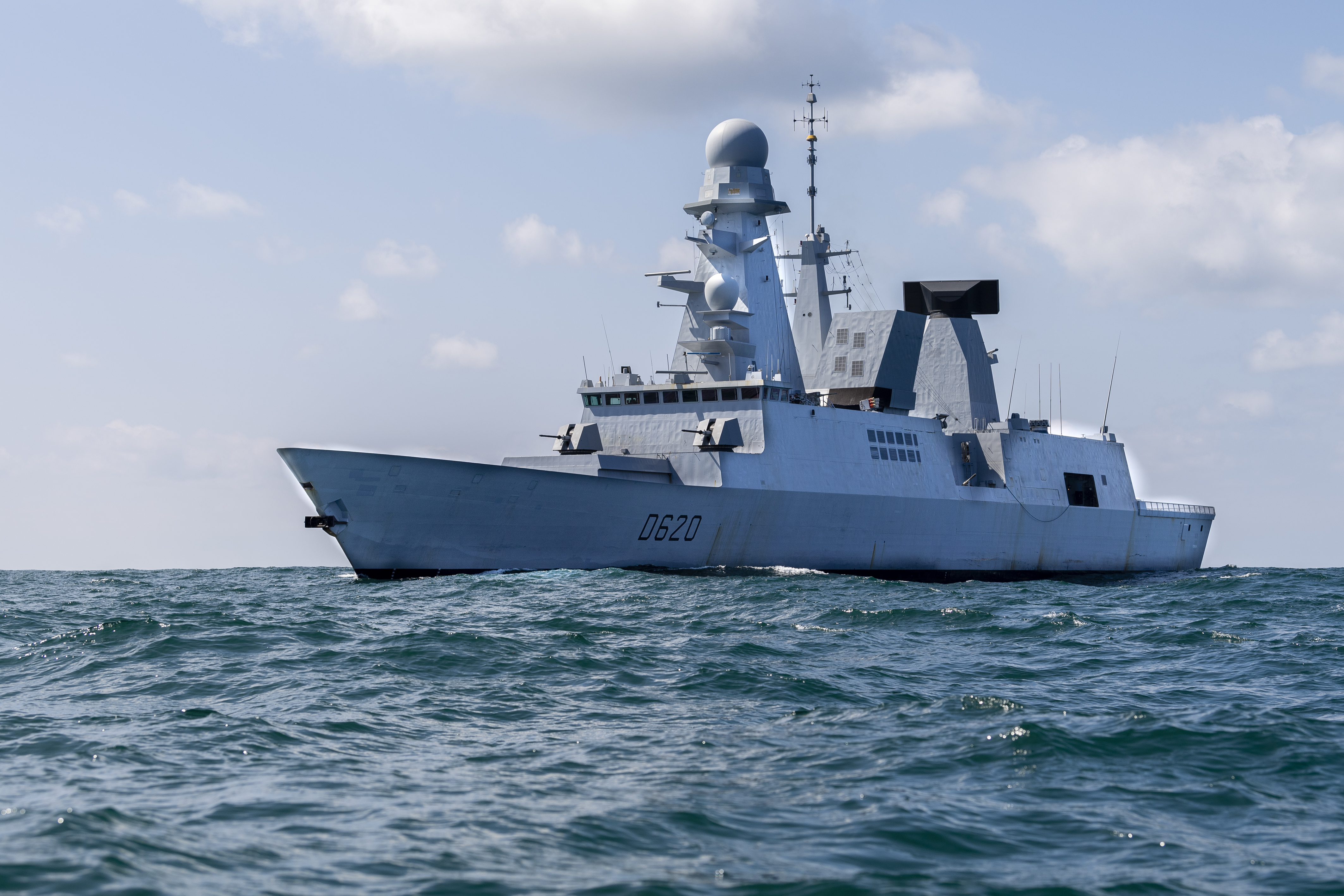
Niszczyciel Forbin (D620)
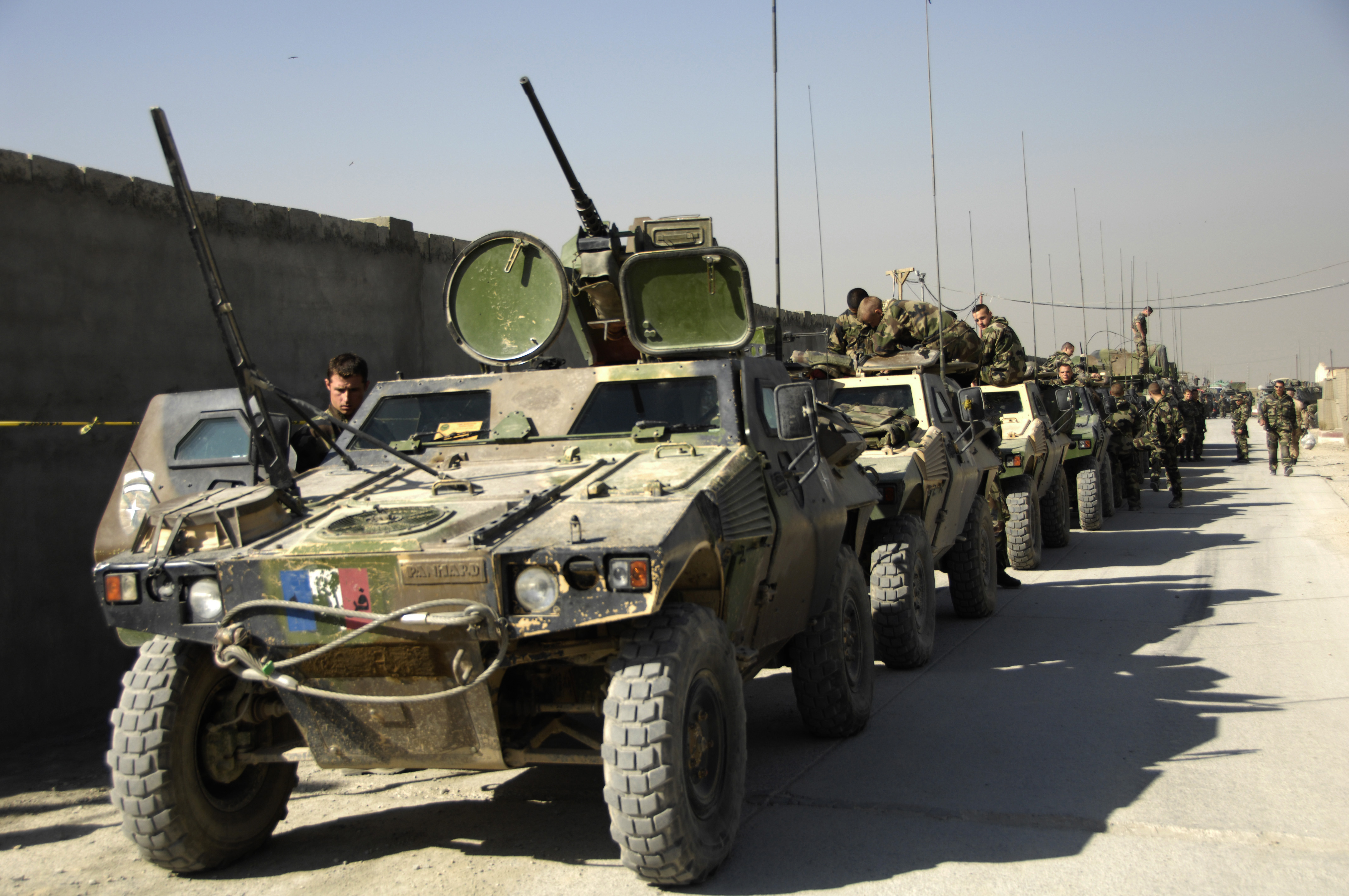
Konwój pojazdów opancerzonych VBL
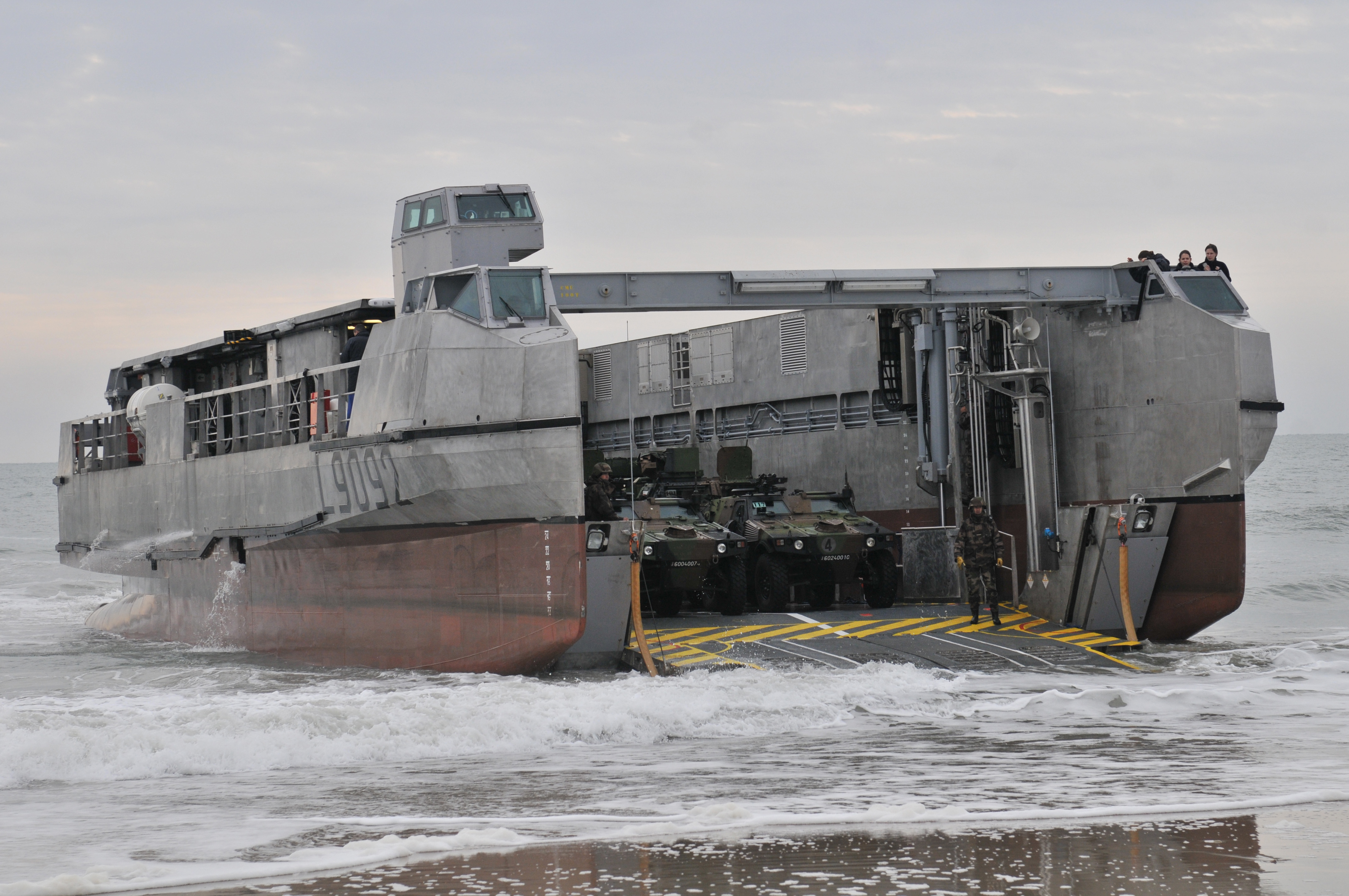
Okręt desantowy EDA-R